# Nathan Brooks
Nathan „Nate“ Eugene Brooks (* 4. August 1933 in Cleveland, Ohio; † 14. April 2020) war ein US-amerikanischer Boxer und Olympiasieger von 1952 im Fliegengewicht (bis 51 kg).
1950 im Bantamgewicht und 1951 im Fliegengewicht konnte er jeweils einen Titel beim Turnier Chicago Golden Gloves gewinnen (Finalsieger über  Jimmy Quinn beziehungsweise Davey Moore). Zudem konnte er in den beiden Jahren die Intercity Golden Gloves für sich entscheiden (Siege über Sharkey Lewis und Lou Perez). 1952 stand er in der Boxstaffel der USA bei den Olympischen Spielen in Helsinki. Brooks gewann seine Kämpfe gegen Risto Luukkonen (Finnland), Alfred Zima (Österreich), Mircea Dobrescu (Rumänien) und Willie Toweel (Südafrika) und kam ins Finale. In diesem gewann er gegen den Westdeutschen Edgar Basel und wurde somit Olympiasieger.
Brooks stieg ins Profiboxen ein, konnte jedoch keinen mit dem Olympiasieg vergleichbaren Erfolg mehr erzielen. Gegen Eddie Crawford kassierte er bereits in seinem siebten Kampf seine erste Niederlage. 1954 konnte Nate Brooks zwar den Nordamerikanischen Bantamgewichtstitel durch ein Sieg über Billy Peacock gewinnen, doch verlor er den ersten Verteidigungskampf gegen Raul Macias in Mexiko-Stadt. Bis zu seinem letzten Profikampf im Juli 1958 auf Hawaii verlor er alle seine Kämpfe.